# Gynoplistia (Gynoplistia) tridactyla
Gynoplistia (Gynoplistia) tridactyla is een tweevleugelige uit de familie steltmuggen (Limoniidae). De soort komt voor in het Australaziatisch gebied.